# Rio Frânturi
O Rio Frânturi é um rio da Romênia, afluente do Bistra, localizado no distrito de Neamţ.